# Pygeum laxiflorum
Pygeum laxiflorum är en rosväxtart som beskrevs av Elmer Drew Merrill och Hui Lin Li. Pygeum laxiflorum ingår i släktet Pygeum och familjen rosväxter. Inga underarter finns listade i Catalogue of Life.